# Omar Sharif
Omar Sharif (Alexandria, 10 de abril de 1932 - Cairo, 10 de julho de 2015) foi um ator egípcio.
Nascido Michel Demitri Shalhoub, mudou seu nome quando se converteu ao Islamismo para se casar. Trabalhou em muitos filmes produzidos em Hollywood e seu papel mais conhecido é o de protagonista em "Doutor Jivago" (Doctor Zhivago) (1965). Foi indicado ao Óscar de melhor coadjuvante por "Lawrence da Arábia" (1962).
Morreu aos 83 anos num hospital no Cairo, em consequência de um ataque cardíaco.

## Filmografia
| Ano  | Título                                          | Papel                        | Notas |  |
| ---- | ----------------------------------------------- | ---------------------------- | --- |  |
| 1954 | Shaytan al-Sahra                                |                              | conhecido como Devil of the Sahara |  |
| 1954 | Sira` Fi al-Wadi                                | Ahmed                        | conhecido também como The Blazing Sun, Struggle in the Valley ou Fight in the Valley                                                       |  |
| 1955 | Ayyamna al-Holwa (Our Best Days)                | Ahmed                        | |  |
| 1956 | Siraa Fil-Mina                                  | Ragab                        | |  |
| 1957 | Ard al-Salam                                    | Ahmed                        | conhecido como Land of Peace |  |
| 1957 | The Lebanese Mission                            | Mokrir                       | o título original é La Châtelaine du Liban; creditado como Omar Cherif                                                                     |  |
| 1958 | La anam                                         | Aziz                         | também conhecido como I Do Not Sleep e No Tomorrow                                                                                         |  |
| 1958 | Goha                                            | Goha                         | creditado como Omar Cherif |  |
| 1959 | Fadiha fil-zamalek                              |                              | Scandal in Zamalek |  |
| 1959 | Sayedat el kasr                                 | Adel                         | Lady of the Castle |  |
| 1959 | Seraa fil Nil                                   | Muhassab                     | Struggle on the Nile |  |
| 1960 | Bidaya wa nihaya                                |                              | |  |
| 1960 | Hobi al-wahid                                   |                              | My Only Love |  |
| 1960 | Esha'a hob                                      |                              | Rumor of Love |  |
| 1960 | Nahr al-Hob                                     | Khalid                       | The River of love |  |
| 1961 | A Man in our House                              | Ibrahim                      | |  |
| 1962 | Lawrence of Arabia                              | Sherif Ali                   | Globo de Ouro de melhor ator secundário em cinema Globo de Ouro de melhor ator revelação do ano Indicado - Óscar de melhor ator secundário |  |
| 1964 | Behold a Pale Horse                             | Francisco                    | |  |
| 1964 | The Fall of the Roman Empire                    | Sohamus                      | |  |
| 1965 | Doutor Jivago                                   | Dr. Zhivago (Yuri)           | Globo de Ouro de melhor ator em filme dramático                                                                                            |  |
| 1965 | The Yellow Rolls-Royce                          | Davich                       | |  |
| 1965 | Genghis Khan                                    | Genghis Khan                 | |  |
| 1965 | Marco, the Magnificent                          | Marco Polo                   | Filme coproduzido por Itália / França / Yugoslavia / Afeganistão / Egito                                                                   |  |
| 1966 | The Poppy Is Also a Flower                      | Dr. Rad                      | |  |
| 1967 | The Night of the Generals                       | Major Grau                   | |  |
| 1967 | More Than A Miracle                             | Príncipe Rodrigo Fernandez   | |  |
| 1968 | Funny Girl                                      | Nick Arnstein                | |  |
| 1968 | Mayerling                                       | Príncipe Rodolfo             | |  |
| 1969 | Che!                                            | Che Guevara                  | |  |
| 1969 | The Appointment                                 | Frenderico Fendi             | |  |
| 1969 | Mackenna's Gold                                 | Colorado                     | |  |
| 1970 | The Last Valley                                 | Vogel                        | |  |
| 1971 | The Horsemen                                    | Uraz                         | |  |
| 1971 | The Burglars                                    | Abel Zacharia                | |  |
| 1972 | Le Droit d'aimer                                | Pierre                       | |  |
| 1973 | La Isla misteriosa y el capitán Nemo            | Captain Nemo                 | minissérie; conhecida também como L'Ile Mysterieuse                                                                                        |  |
| 1974 | Juggernaut                                      | Capitão Axel Brunel          | |  |
| 1974 | The Tamarind Seed                               | Feodor Sverdlov              | |  |
| 1975 | Crime and Passion                               | Andre Ferren                 | |  |
| 1975 | Funny Lady                                      | Nicky Arnstein               | |  |
| 1976 | The Pink Panther Strikes Again                  | assassino egípcio            | não creditado |  |
| 1979 | Ashanti: Land of No Mercy                       | Principe Hassan              | |  |
| 1979 | Bloodline                                       | Ivo Palazzi                  | |  |
| 1979 | S-H-E                                           | Baron Cesare Magnasco        | S-H-E: Security Hazards Expert |  |
| 1980 | Oh Heavenly Dog                                 | Bart                         | |  |
| 1980 | The Baltimore Bullet                            |                              | |  |
| 1980 | Pleasure Palace                                 | Louis Lefevre                | telefilme |  |
| 1981 | Green Ice                                       | Meno Argenti                 | |  |
| 1981 | Inchon                                          | oficial indiano              | não creditado |  |
| 1984 | Top Secret!                                     | Agente Cedric                | |  |
| 1986 | Peter the Great                                 | Principe Feodor Romodanovsky | série de televisão |  |
| 1986 | Harem                                           | Sultão Hassan                | telefilme |  |
| 1986 | Anastasia: The Mystery of Anna                  | Czar Nicholas II             | série de televisão |  |
| 1987 | The Novice                                      |                              | |  |
| 1988 | The Possessed                                   | Stepan                       | Les Possédés |  |
| 1989 | Al-aragoz                                       | Mohamed Gad El Kareem        | |  |
| 1990 | The Opium Connection                            |                              | |  |
| 1990 | The Rainbow Thief                               | Dima                         | |  |
| 1991 | Memories of Midnight                            | Constantin Demiris           | telefilme |  |
| 1991 | Mowaten masri                                   |                              | An Egyptian Citizen |  |
| 1992 | Beyond Justice                                  | Emir Beni-Zair               | |  |
| 1992 | Grand Larceny                                   |                              | |  |
| 1992 | Mayrig                                          | Hagop                        | |  |
| 1992 | Mrs. 'Arris Goes to Paris                       | Marquês Hippolite            | telefilme |  |
| 1992 | 588 rue paradis                                 | Hagop                        | |  |
| 1993 | Dehk we le'b we gad we hob                      |                              | Laughter, Games, Seriousness and Love |  |
| 1994 | Lie Down With Lions                             | Safar Khan                   | telefilme; Red Eagle |  |
| 1995 | Catherine the Great                             | Razumovsky                   | telefilme |  |
| 1996 | Gulliver's Travels                              |                              | telefilme |  |
| 1997 | Heaven Before I Die                             | Khalil Gibran                | |  |
| 1998 | Mysteries of Egypt                              | avô                          | documentário |  |
| 1999 | The 13th Warrior                                | Melchisideck                 | |  |
| 2001 | The Parole Officer                              | Victor                       | |  |
| 2003 | Monsieur Ibrahim et les fleurs du Coran         | Monsieur Ibrahim             | César de melhor ator |  |
| 2004 | Hidalgo                                         | Sheikh Riyadh                | |  |
| 2005 | Imperium: Saint Peter                           | Saint Peter                  | telefilme |  |
| 2005 | Fuoco su di me                                  | Principe Nicola              | Fire at my Heart |  |
| 2005 | Shaka Zulu: The Last Great Warrior              |                              | |  |
| 2006 | One Night with the King                         | Principe Memucan             | |  |
| 2006 | The Crown Prince                                | Hans Canon                   | telefilme; Kronprinz Rudolf |  |
| 2007 | Hanan W Haneen                                  |                              | série de televisão |  |
| 2007 | The Ten Commandments                            | Jethro                       | série de televisão |  |
| 2008 | The Last Templar                                | Konstantine                  | série de televisão |  |
| 2008 | Hassan & Marcus                                 | Hassan/Morcus                | Hassan wa Morcus |  |
| 2008 | 10,000 BC                                       | Narrador                     | |  |
| 2009 | The Traveller                                   |                              | |  |
| 2009 | J'ai oublié de te dire                          | Jaume                        | I forgot to Tell You |  |
| 2009 | La Traversée du désir                           |                              | |  |
| 2013 | Rock the Casbah                                 |                              | |  |
| 2015 | 1001 Inventions and the World of Ibn Al-Haytham | Avô/narrador                 | última atuação |  |